# Darwinovy ceny
Darwinovy ceny je americká romantická komedie natočená v roce 2006 v USA. Hlavními postavami jsou dva pojišťovací agenti specializující se na případy lidí, kteří by mohli být kandidáty na ocenění Darwinovou cenou, cenou za to, že obohatili genofond lidstva tím, že zemřeli.

## Děj
Michael (Joseph Fiennes) je kriminální vyšetřovatel, který má vynikající schopnost dedukce. Jeho život a osud natáčí student, který pozoruje jeho práci v rámci své závěrečné práce. Natočí tak i to, jak Michaelovi uteče hledaný sériový vrah. Michael přijde o práci a stane se agentem pojišťovny, který má spolu se Siri (Winona Ryder) najít společné znaky lidí, kteří zemřeli hloupou smrtí.

## Obsazení
| Joseph Fiennes | Michael Burrows |
| Winona Ryder   | Siri Taylor     |
| David Arquette | Harvey          |
| Chris Penn     | Tom             |